# Taiwan (ö)

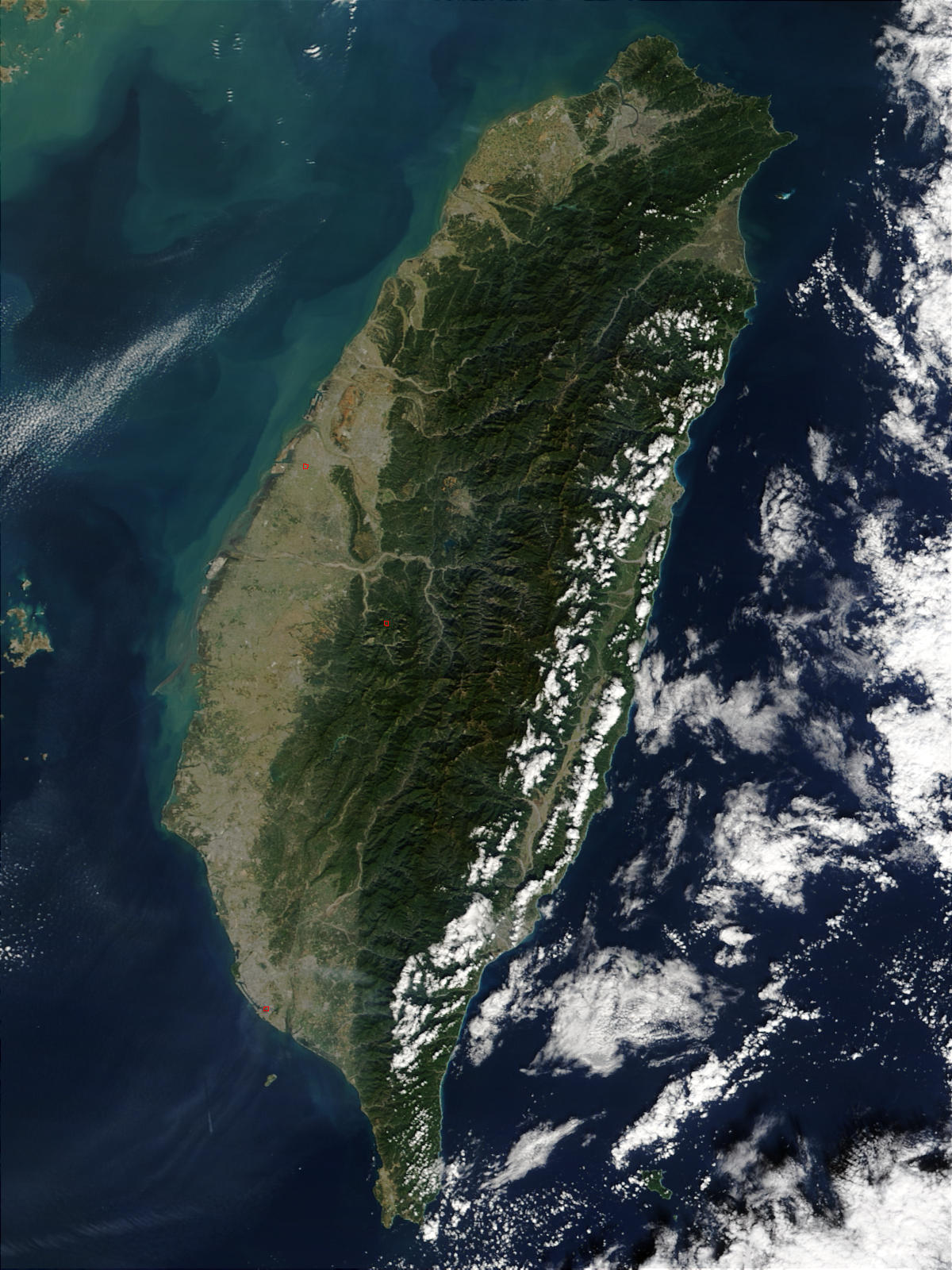
Satellitbild över Taiwan.

Taiwan (臺灣; pinyin: Táiwān), även kallat Formosa, är en ö i Stilla havet utanför Kinas östkust.

## Historia
Huvudartikel: Taiwans historia
Den ursprungliga befolkningen på Taiwan talar olika austronesiska språk. Inflyttning från Kina tilltog under 1500- och 1600-talet, samtidigt som först portugiser och senare holländare gjorde anspråk på ön. Taiwan blev en del av Qingdynastin (Kina) under Kangxi-kejsaren och var en del av provinsen Fujian fram till 1887. Avtvingades till Japan 1895 efter första kinesisk-japanska kriget 1894–1895 och var en japansk koloni i 50 år. Del av Republiken Kina sedan krigsslutet 1945, och säte för Republiken Kinas regering sedan 1949.

## Geografi
Taiwan ligger ungefär 12 mil utanför Kinas sydöstra kust. Den är 16 mil bred och 40 mil lång. Den centrala delen av ön är mycket bergig och har fem bergskedjor som sträcker sig i nordsydlig riktning över två tredjedelar av ön. Den högsta toppen är Yu Shan på 3952 meter över havet. Kedjorna har fler än 200 toppar som mäter över 3000 meter. På öns västra sida ligger en plan slätt med mycket bördig jord. Det är på den sidan de flesta av Taiwans invånare och den uppodlade marken finns. Den bördiga marken upptar cirka 25 % av öns yta. Befolkningstätheten blir då mycket stor på slätterna. Ungefär 90 % av befolkningen bor där. På den östra sidan, med bergen och skog, där skogsmarken upptar 60 % av ytan, bor resten av befolkningen.
Taiwan ligger i ett område där två tektoniska plattor kolliderade med varandra och det var den kollisionen mellan den eurasiska plattan och den filippinska plattan som byggde upp Taiwan. Ön har på grund av det en rik historia av jordbävningar. Den senaste stora jordbävningen inträffade 1999, då mer än 2 400 människor miste livet. Utöver det drabbas Taiwan ofta av jordskred, då oftast efter en jordbävning eller tyfon.
På ön finns det också naturresurser som guld, koppar, kol, naturgas, kalksten, marmor, och asbest.

### Klimat
På Taiwan råder ett tropiskt havsklimat med egentligen bara två utmärkande årstider. Vintern fortgår mellan november och mars är vanligast runt 15 °C. Sommaren som är mellan april och oktober brukar temperaturen ligga runt 20–30 °C. Det är regntid från juni till augusti, då det regnar nästan dagligen. Mellan juli och oktober är tyfoner inte ovanliga. På grund av det fuktiga klimatet är jordskred vanligt förekommande.

### Natur
Taiwan har totalt över 150 000 arter av djur eller växter levande på ön. De lever främst i skogarna på bergens sluttningar. Det har grundats sju stycken nationalparker för att skydda faunan.

## Etymologi
Taiwan uttyds nu på kinesiska som ”Tai-bukten” men går tillbaka på namnet på ursprungsbefolkningens huvudort, Tayovan eller Tyouan (dagens Tainan).”臺” ( tái) betyder i sig självt ”plattform” eller ”terrass” och "灣" (wān) ”havsbukt”.
Ön kallades förr i Europa ofta Formosa efter det portugisiska Ilha formosa, "vackra ön". 
Fram till 1900-talet var ön i Kina ofta känd som 小琉球國, (pinyin: Xiao liuqiu guo), ”Lilla Pärlriket” eller 小琉球島, (pinyin: Xiao liuqiu dao), ”Lilla Pärlön”, (Stora Pärlriket var kungariket Ryukyu). Ön kallas också 寶島 (Bǎodǎo), ”värdefulla ön” eller ”Skattön”.

## Demografi
År 2005 hade Taiwan en befolkning på 22,9 miljoner. De flesta av dem bor på slätterna på den västra delen. Största staden är Taipei.
Ungefär 98 procent av dem är av kinesiskt ursprung.

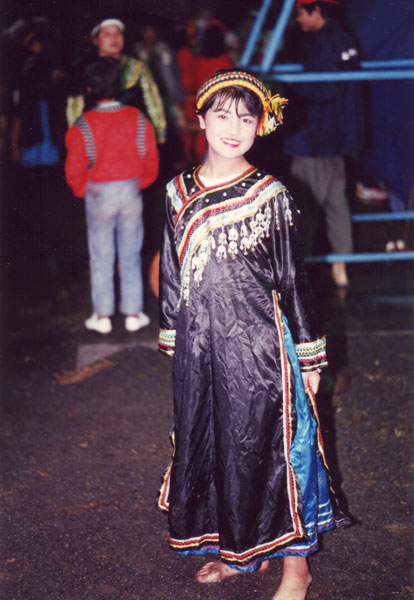
En dansare ifrån Bunun-stammen.

Taiwan har 16 erkända stammar (2016) av urinvånare som utgör omkring 2 procent av öns befolkning, ungefär 458 000.
- Amisfolket
- Atayalfolket
- Paiwanfolket
- Bununfolket
- Rukaifolket
- Puyumafolket
- Tsoufolket
- Saisiyatfolket
- Taofolket (Yami) som lever på ön Lanyu
- Thaofolket (Ngan) som lever runt Sun Moon Lake, erkänt år 2001[1]
- Kavalanfolket
- Trukufolket (Taroko) erkänt år 2004
- Sakizayafolket
- Sediqfolket, erkänt år 2008[1]
- Saaroafolket (Hla'alua) erkänt 2008[1]
- Kanakavufolket erkänt år 2014

### Språk
De mest dominerande språken på Taiwan är mandarin och taiwanesiska. Äldre personer behärskar även japanska, då Taiwan tillhörde Japan 1895–1945. Urbefolkningen på Taiwan brukar tala traditionella taiwanesiska språk.

## Miljöproblem idag
Miljöproblem på Taiwan idag är luftföroreningar, vattenföroreningar på grund av industrins utsläpp, handel med utrotningshotade djurarter samt lågaktivt radioaktivt avfall. På grund av sin internationella status (de flesta länder, däribland Sverige, erkänner inte landets regim) deltar inte Taiwan i några internationella miljööverenskommelser.